# 1904年9月9日の日食

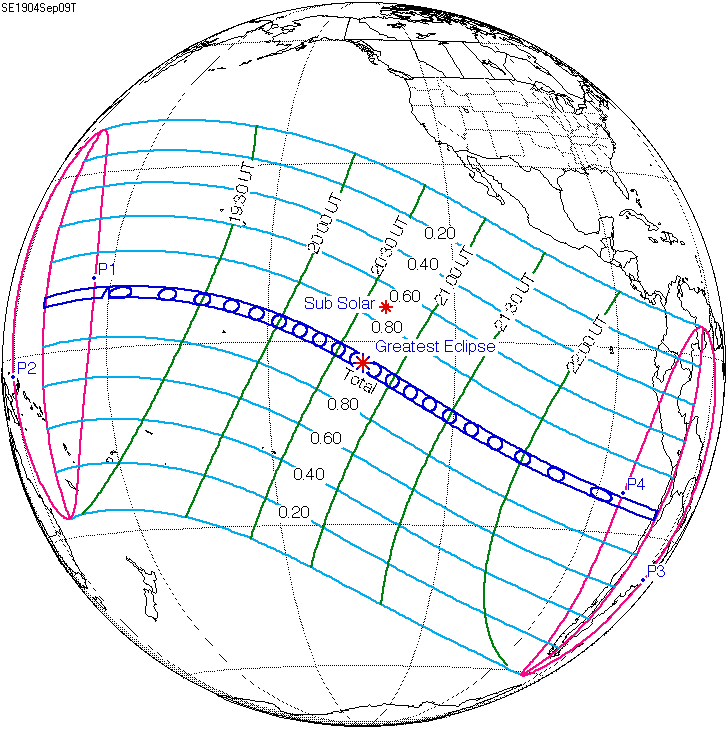

1904年9月9日の日食は、1904年9月9日に観測された日食である。ドイツ領ニューギニア、チリで皆既日食が観測され、南アメリカ中西部と太平洋の大部分で部分日食が観測された。

## 通過した地域
皆既帯のほとんどが海にあり、陸地は数少ない島と月の本影が地球上で通過した最後の場所、日没とともに皆既日食があったチリの長さが約90キロの地域のみ。詳細はドイツ領ニューギニアの一部（現在のマーシャル諸島共和国に属する）（現地時間9月10日）、チリのアタカマ州北西部とアントファガスタ州南西端の小さい部分（現地時間9月9日）であった。
また、皆既日食が見えなくても、部分日食が見えた地域はミクロネシア中東部、メラネシア東部、ポリネシアのほとんど（ニュージーランドを除く）、コロンビア中南部、ベネズエラ南部、エクアドル、ペルー、ブラジル西部、ボリビア全国、チリ全国、アルゼンチンのほとんど（北東端を除く）、パラグアイ中西部、ウルグアイ西部であった。そのうち大部分は国際日付変更線の東にあり、現地時間9月9日に日食が見え、残りの部分では9月10日に見えた。

## 観測
チリ国立天文台はアントファガスタ州のタルタルで観測キャンプを設置した。しかし、皆既日食の時太陽は雲に覆われ、見えなかった。首都サンティアゴでは日没の寸前に部分日食が見えた。